# Casa-fàbrica Miquel Comas
La casa-fàbrica Miquel Comas era un edifici situat als carrers del Marquès de Barberà i de Sant Oleguer del Raval de Barcelona, actualment desaparegut.

## Història

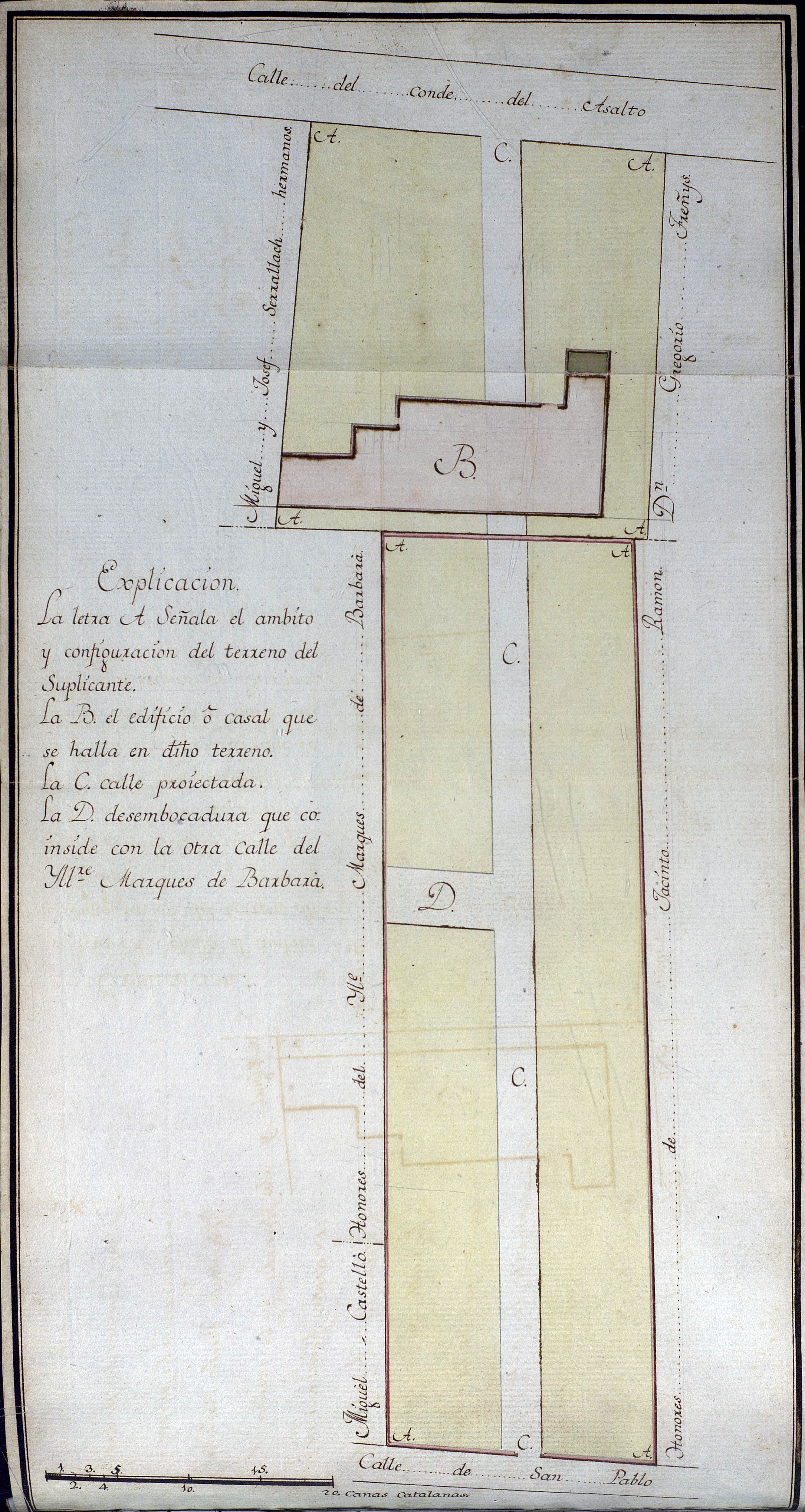
Projecte d'obertura del carrer de Sant Oleguer

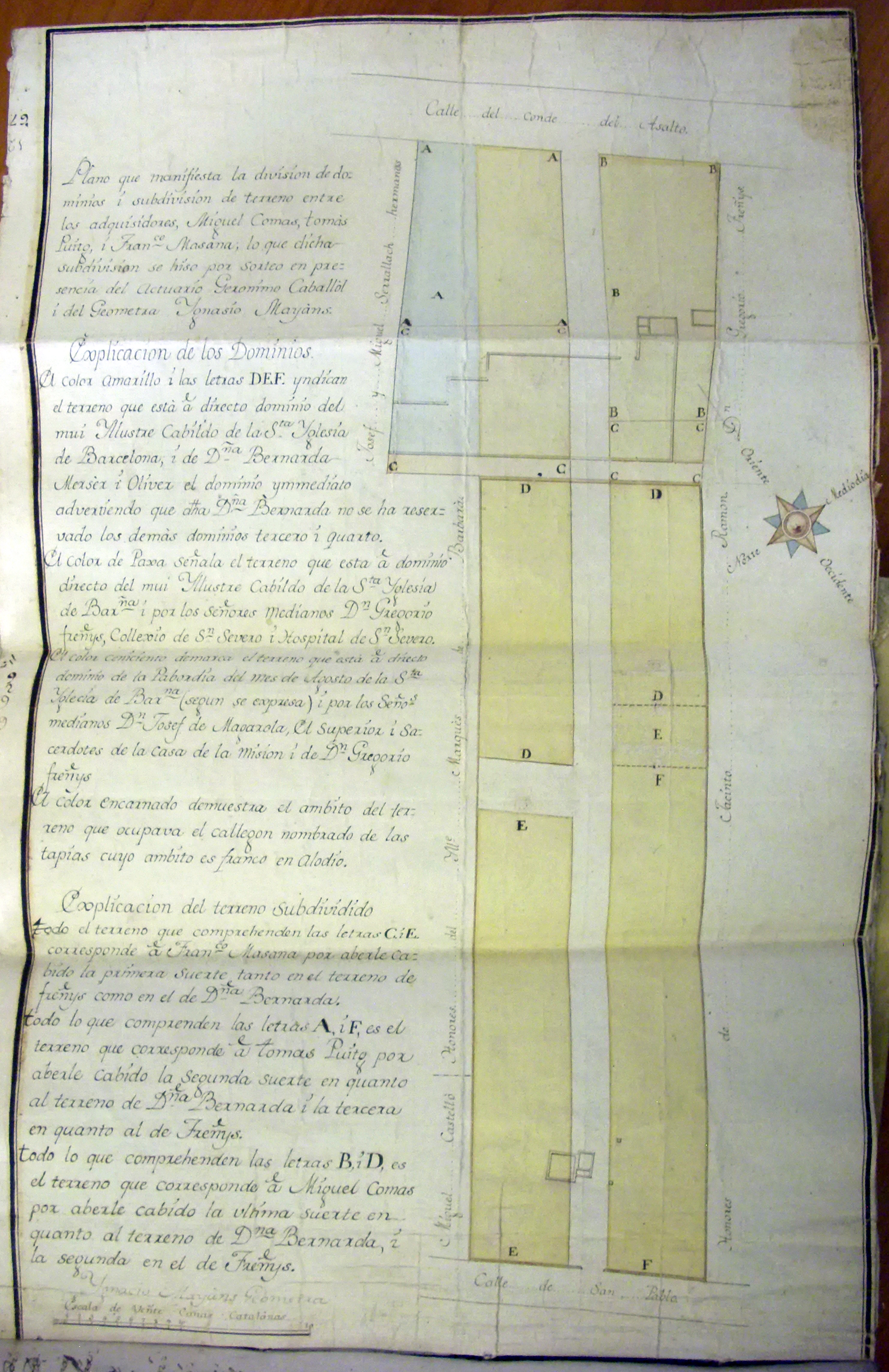
Repartiment de les finques del carrer de Sant Oleguer entre Francesc Massana (lletres C i E), Tomàs Puig (A i F) i Miquel Comas (B i D)

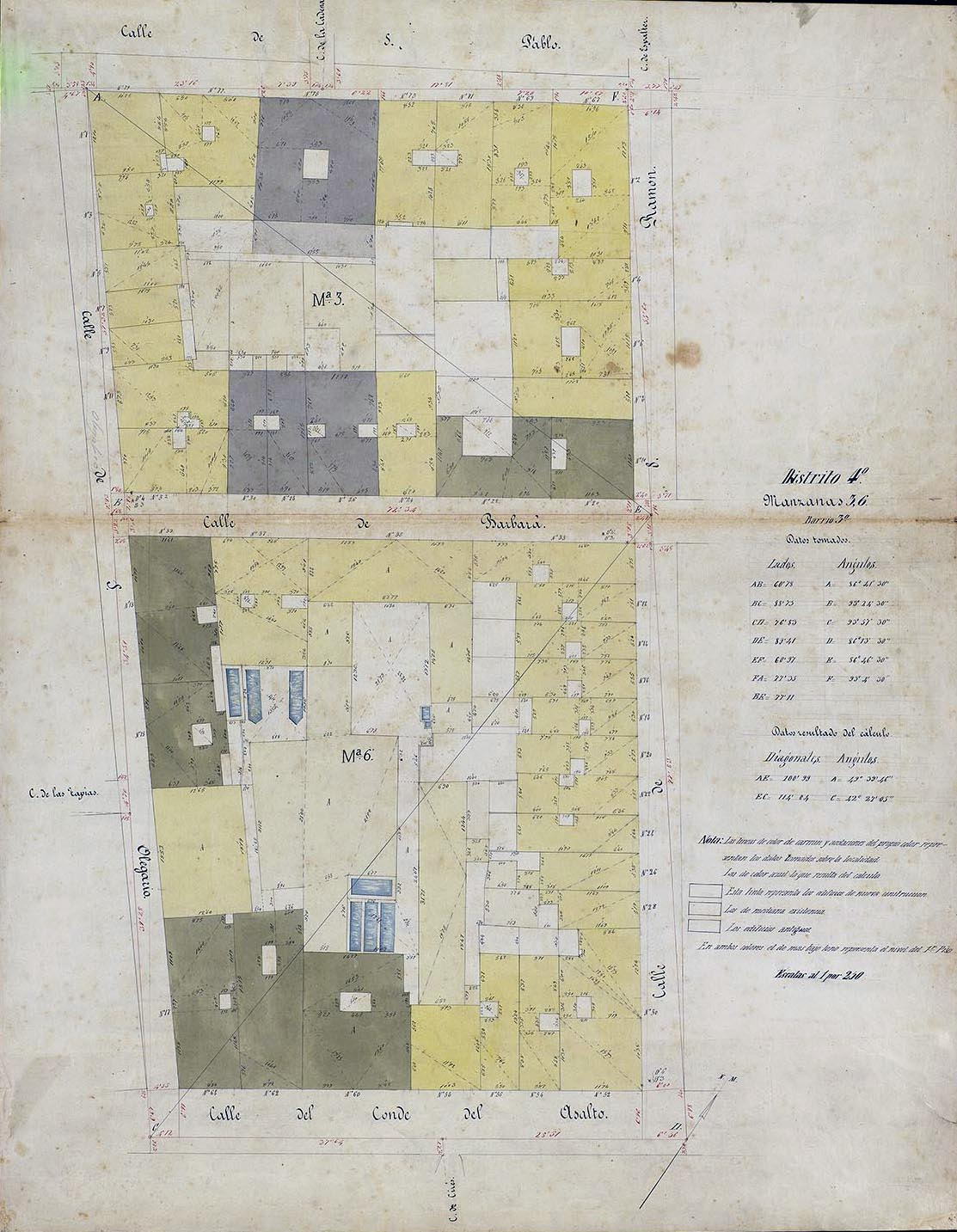
Quarteró núm. 90 de Garriga i Roca (c. 1860)

El maig del 1791, el fuster Miquel Comas, associat amb el xocolater Tomàs Puig i el forner Francesc Massana, va adquirir en emfiteusi a la vídua Bernarda Oliver un hort al carrer de Sant Pau, davant del Col·legi de Sant Vicenç Ferrer dels frares dominics. i el juliol del mateix any, va adquirir en emfiteusi a Gregori French una altra parcel·la al carrer Nou de la Rambla, que incloïa una part de la fàbrica d'indianes fundada pel seu pare. Poc després, el marquès de Barberà va demanar permís a l'Ajuntament de Barcelona per a obrir dos carrers de 32 pams d'amplada en els terrenys de la seva propietat, l'actual de Sant Ramon i el que porta el seu nom (tot i que seria conegut popularment com a de la Fontseca), a més d'un tercer de 22 pams d'amplada que es diria de Santa Margarida. Al mateix temps, Comas va demanar permís per a obrir-hi un altre carrer de 22 pams d'amplada entre els de Sant Pau i Nou de la Rambla, que es diria de Sant Oleguer i on desembocaria el del Marquès de Barberà. Finalment, l'Ajuntament va aprovar el projecte, si bé li va donar una amplada de 24 pams.
A finals d'any, Comas i els seus dos socis es van repartir per sorteig davant notari les diferentes parcel·les, segons el plànol traçat pel geòmetra (agrimensor) Ignasi Mayans i Benet. A principis del segle xix, Comas va fer construir una casa-fàbrica a la cantonada meridional del carrer de Sant Oleguer amb el del Marquès de Barberà. Posteriorment, entrà en concurs de creditors, i el 1823, el segrestador dels seus béns va demanar permís per a tapiar-ne parcialment quatre finestres grans. El 1825, el segrestador Ramon Benitàs va demanar permís per a posar ampit a uns balcons, sota la direcció del mestre d'obres Pere Calçada. El 1832, el segrestador Pau Biosca va demanar permís per a arranjar-ne una part de la cornisa.
Finalment, el 1848, l'edifici va ser posat en subhasta pública, i adjudicat al millor postor, Pere Màrtir Font, formalitzant-se la venda l'any següent per 16.500 lliures barcelonines.